# Tàu ngầm lớp Västergötland
Tàu ngầm lớp Västergötland là loại tàu ngầm chạy bằng điện-diesel được giới thiệu năm 1987 bởi hải quân Thụy Điển. Có bốn chiếc trong lớp này được đóng từ năm 1983 đến 1988 bởi Kockums AB. Hai chiếc cuối được thay đổi toàn diện khi đóng với việc thay đổi hình dáng vỏ tàu đến lắp động cơ đẩy không cần không khí cùng động cơ stirling, việc này khiến hai chiếc này được xem như lớp mới là lớp Södermanland.
Hai chiếc đầu đã cho đưa vào dự trữ đến tháng 11 năm 2005 khi chúng được bán cho lực lượng hải quân Cộng hòa Singapore. Chúng cũng được tiến hành nâng cấp lên tiêu chuẩn của lớp Södermanland và thêm vài chi tiết để phù hợp với vùng nước nhiệt đới.